# Provincia de Samsun
Samsun es una de las 81 provincias de Turquía. Se encuentra situada en la costa del mar Negro y limita al noroeste con la provincia de Sinope, al oeste con la provincia de Çorum, al sur con la provincia de Amasya, al sureste con la provincia de Tokat, y al este con la provincia de Ordu. El identificador provincial de las matrículas es 55. La capital es la ciudad de Samsun (antiguamente Amisos), una de las ciudades más pobladas de Turquía.

## Historia
El fundador de la República Turca, Mustafa Kemal Atatürk, comenzó la Guerra de Independencia Turca aquí, el 19 de mayo de 1919.

## Geografía
Ubicación
La provincia está situada en el norte de Turquía y hace costa con el Mar Negro.
| Noroeste: Mar Negro          | Norte: Mar Negro         | Noreste: Mar Negro          |
| Oeste: Provincia de Sinope   |                          | Este: Provincia de Ordu     |
| Suroeste: Provincia de Çorum | Sur: Provincia de Amasya | Sureste: Provincia de Tokat |

## Distritos
Los distritos de la provincia  (ilçeler) son los siguientes:
| Nombre     | Fecha de establecimiento | Población | Superficie (km²) | Alcalde                       | Gobernador           |
| ---------- | ------------------------ | --------- | ---------------- | ----------------------------- | -------------------- |
| Alaçam     | 1944                     | 28 162    | 597              | Hadi Uyar (AK Parti)          | Sezgin Üçüncü        |
| Asarcık    | 1987                     | 17 783    | 231              | Şerif Kılağuz (MHP)           | Selman Kibaroğlu     |
| Atakum     | 2008                     | 149 226   | ?35              | İshak Taşçı (AK Parti)        | Salim Demir          |
| Ayvacık    | 1990                     | 22 444    | 52               | Mustafa Belur (AK Parti)      | Can Kazım Kuruca     |
| Bafra      | 1868                     | 142 812   | 1507             | Zihni Şahin (AK Parti)        | Ali Katırcı          |
| Canik      | 2008                     | 93 721    | ?249             | Osman Genç (AK Parti)         | Abdullah Kalkan      |
| Çarşamba   | 1925                     | 136 184   | 641              | Hüseyin Dündar (AK Parti)     | Caner Yıldız         |
| Havza      | 1882                     | 42 791    | 770              | Murat İkiz (AK Parti)         | Yunus Kalaycı        |
| İlkadım    | 2008                     | 312 248   | ?152             | Erdoğan Tok (AK Parti)        | Ahmet Narinoğlu      |
| Kavak      | 1934                     | 20 604    | 700              | İbrahim Sarıcaoğlu (AK Parti) | Mevlüt Şekerci       |
| Ladik      | 1925                     | 17 230    | 464              | Selim Özbalcı (AK Parti)      | Kadir Perçi          |
| Salıpazarı | 1973                     | 19 623    | 453              | Halil Akgül (AK Parti)        | Hatice Bayar Özdemir |
| Tekkeköy   | 1988                     | 50 124    | 316              | Hasan Togar (AK Parti)        | Köksal Şakalar       |
| Terme      | 1925                     | 73 615    | 455              | Şenol Kul (AK Parti)          | Fahri Meral          |
| Vezirköprü | 1925                     | 101 715   | 1798             | İbrahim Sadık Edis (AK Parti) | Mahmut Kaşıkçı       |
| Yakakent   | 1991                     | 9074      | 38               | Hüseyin Kıyma (AK Parti)      | Ali Arıkan           |